# 光の射すほうへ (THE CRANE FLYの曲)
「光の射すほうへ」（ひかりのさすほうへ）は、2006年4月にリリースされたTHE CRANE FLYのシングル。Jリーグ・サンフレッチェ広島オフィシャル・イメージソング。

## 解説
2005年当時のサンフレッチェ広島若手とTHE CRANE FLYとの交流がきっかけで製作された。そこから展開し、サンフレの公式イメージソングに決定、クラブとバンドの共同企画となった。
長らく絶版となっていたが、2024年6月30日に他の楽曲と共にサブスクリプションとダウンロードサービスでの配信を開始（サブスク解禁）した。

## 収録曲
1. 光の射すほうへ
2. WE GET DREAMS
3. 光の射すほうへ -ヴォーカルレス・バージョン-
4. WE GET DREAMS -ヴォーカルレス・バージョン-

## エピソード
- サンフレの桒田慎一朗がバンドのファンで、ライブハウスへ見に行っていたことがそもそもの始まり。
- 「WE GET DREAMS」はサンフレのクラブスローガンでもある。
- PVは広島ビッグアーチで撮影。選手のみならず、小野剛監督（当時）以下スタッフ、サポーター、地元報道関係者が出演およびコーラスとして参加している。